# Kęstutis Navickas (Politiker)

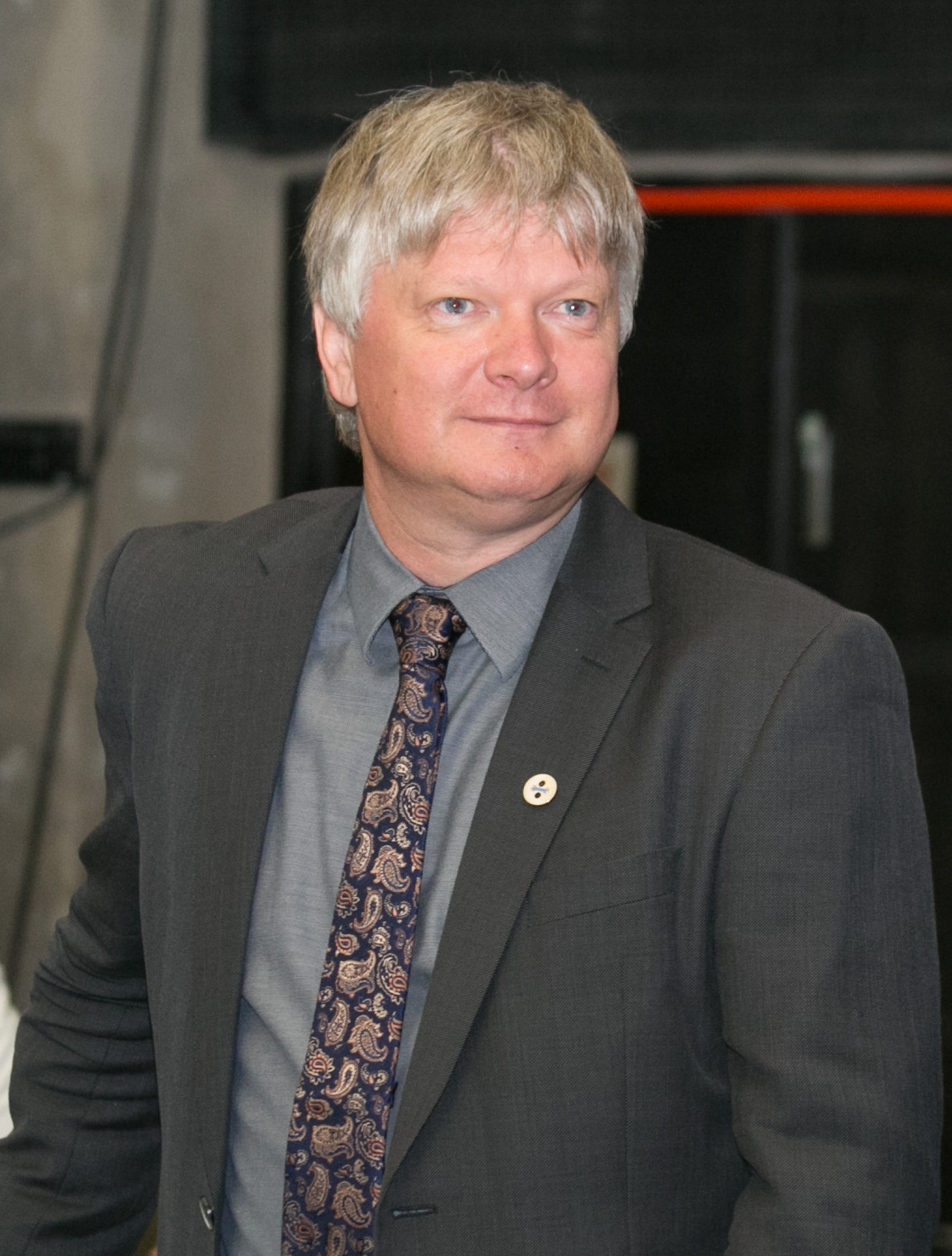
Kęstutis Navickas (2017)

Kęstutis Navickas (* 13. Juni 1970 in Kaunas) ist ein litauischer Umweltaktivist und ehemaliger Politiker. Von  2020 bis 2024 war er Landwirtschaftsminister Litauens und von 2016 bis 2018 Umweltminister Litauens.

## Leben
Kęstutis Navickas lernte an der 25. Mittelschule Kaunas.  1988 absolvierte er als Elektromechaniker die 40. berufstechnische Schule Kaunas. Dort war er Mitglied des Jugendtourismus-Clubs „Sakalas“ Kaunas.
1999 absolvierte er das Bachelorstudium der Geschichte an der Vilniaus universitetas und 2009 das Masterstudium des Managements und Verwaltung an der Mykolo Romerio universitetas in der litauischen Hauptstadt Vilnius.
Von 1992 bis 1995 arbeitete Navickas im Kulturerbe-Department in Kaunas. Von 2006 bis 2016 war er Mitarbeiter bei NGO Baltijos aplinkos forumas, war stellv. Direktor. Von November 2016 bis zum 7. Dezember 2018 war er  Umweltminister Litauens im Kabinett Skvernelis; er wurde entlassen auf Vorschlag von Saulius Skvernelis. Vom 11. Dezember 2020 bis August 2024 war er Agrarminister im Kabinett Šimonytė, geleitet von Ingrida Šimonytė, ernannt vom litauischen Präsidenten Gitanas Nausėda. Nachdem Nausėda zur zweiten Amtszeit gewählt wurde und bisheriges Kabinett bestätigen musste, bestätigte er die Kandidatur  von Navickas nicht. Der Nachfolger wurde Kazys Starkevičius. 